# Rachael Vanderwal
Rachael Vanderwal (Burlington, 27 giugno 1983) è un'ex cestista canadese naturalizzata britannica.

## Carriera
Con la Gran Bretagna ha disputato i Giochi olimpici di Londra 2012 e quattro edizioni dei Campionati europei (2011, 2013, 2015, 2019).